# Charles Clinger
Pour les articles homonymes, voir Clinger.
Charles Clinger (né le 28 décembre 1976) est un athlète américain, spécialiste du saut en hauteur. 
Il remporte la médaille de bronze lors des Jeux panaméricains de 1999, à Winnipeg, avec un saut à 2,25 m, devancé au nombre d'essais par les Canadiens Kwaku Boateng et Mark Boswell, médaillés d'or ex æquo.
Son record personnel au saut en hauteur est de 2,35 m, établi à deux reprises le 19 mai 2001 à Pocatello et le 26 mai 2002 à Eugene. Sa meilleure performance en salle est de 2,34 m (Nampa, le 1er février 2003).